# The Jet Set (90210)
The Jet Set is de tweede aflevering van het eerste seizoen van de televisieserie 90210, die voor het eerst werd uitgezonden op 2 september 2008. De aflevering werd bij de première op The CW bekeken door 4.910.000 kijkers.

## Verhaal
Wanneer Naomi een schoolopdracht niet inlevert, informeert leraar Ryan Matthews decaan Kelly Taylor en Harry hiermee. Ondertussen meldt Dixon zich aan voor het lacrosseteam. Hij weet iedereen te imponeren, maar maakt ook enkele teamleden jaloers. Dit resulteert erin dat Dixon gesaboteerd wordt om niet mee te spelen. Annie mist haar auditie voor de schoolmusical, maar krijgt wel contact met de hoofdrolspeler Ty. De vonken springen al snel tussen de twee, maar Annie krijgt concurrentie aangezien Ty de meest populaire student is.
Ty vraagt Annie mee uit en zij besluit met hem mee te gaan. Wat ze niet weet, is dat hij met haar naar een restaurant in San Francisco gaat. Ondertussen wordt Naomi door Harry gedwongen haar schoolopdracht toch af te maken. Dit zit haar dwars, aangezien ze nu minder tijd heeft om haar zestiende verjaardag te organiseren. Op haar verjaardag vertelt Dixon haar dat haar vriendje Ethan vreemdgaat. Naomi is razend en neemt wraak door met zijn rivaal George naar bed te gaan. Ethan maakt het met haar uit en wil hierna uitgaan met Annie. Hij verandert echter van gedachten wanneer hij haar met Ty ziet zoenen.

## Rolverdeling

### Hoofdrollen
- Rob Estes - Harry Wilson
- Shenae Grimes - Annie Wilson
- Tristan Wilds - Dixon Wilson
- AnnaLynne McCord - Naomi Clark
- Dustin Milligan - Ethan Ward
- Ryan Eggold - Ryan Matthews
- Jessica Stroup - Erin Silver
- Michael Steger - Navid Shirazi
- Lori Loughlin - Debbie Wilson
- Jessica Walter - Tabitha Wilson

### Gastrollen
- Jennie Garth - Kelly Taylor
- Shannen Doherty - Brenda Walsh
- Christina Moore - Tracy Clark
- James Patrick Stuart - Charlie Clark
- Joe E. Tata - Nat Bussichio
- Adam Gregory - Ty Collins
- Jessica Lowndes - Adrianna
- Kellan Lutz - George Evans
- Meghan Markle - Wendy
- Brooklyn Sudano - Miss Austin
- Linda Gray - Victoria Brewer
- Brandon Michael Vayda - Mike
- Chantelle Barry - Nina
- Cherilyn Wilson - Morgan
- Hallee Hirsh - Hannah Zuckerman-Vasquez
- Riley Thomas Stewart - Sammy
- Caroline D'Amore - DJ